# Josip Stanišić
Josip Stanišić (auch Josip Stanisic; * 2. April 2000 in München) ist ein kroatisch-deutscher Fußballspieler. Er wird meist als Rechtsverteidiger eingesetzt, zuvor auch auf anderen Defensivpositionen. In seiner Jugendzeit spielte er lange beim TSV 1860 München und kam über den SC Fürstenfeldbruck zum FC Bayern München. Seit 2021 spielt er für die Profimannschaft des FC Bayern und ist kroatischer Nationalspieler.

## Familie
Die Familie von Josip Stanišić stammt aus einer ländlichen Gegend wenige Kilometer westlich von Slavonski Brod im Osten Kroatiens. Schon sein Großvater war von dort nach Deutschland gegangen. Bereits er war dem Fußball verbunden, hatte zwar nicht selbst aktiv gespielt, war aber in Deutschland jahrelang im Amateurbereich als Schiedsrichter tätig. Der Vater von Josip Stanišić galt als talentierter Fußballspieler und absolvierte als Jugendlicher ein Probetraining beim FC Bayern München, wurde jedoch nicht übernommen. Er schaffte letztlich nicht den Sprung in den Profifußball und wurde stattdessen Automechaniker. Die Mutter von Josip Stanišić ist als Verkäuferin tätig, er hat zudem eine jüngere Schwester. Im Januar 2024 wurde Stanišić Vater eines Sohnes.

## Sportliche Laufbahn

### Vereine

#### Frühe Jahre
Josip Stanišić ist gebürtiger Münchner und spielte als kleiner Junge für den FC Perlach im Südosten der Stadt. Bei einem Probetraining bei der U8 des FC Bayern München konnte er die Verantwortlichen des deutschen Rekordmeisters, ähnlich wie einst sein Vater, nicht von sich überzeugen, der seinerzeitige Zweitligist TSV 1860 München nahm Josip hingegen auf, als dieser neun Jahre alt war. Bei den „Junglöwen“, wie der Verein seine Nachwuchsabteilung bezeichnet, durchlief Stanišić fortan die einzelnen Jugendmannschaften. Die Nachwuchsarbeit des TSV 1860 genießt bundesweit einen guten Ruf und in den jüngeren Altersklassen agieren die beiden großen Münchner Vereine auf einem in etwa gleichen Niveau. So verlor die U11-Mannschaft des TSV 1860 das Finale des Merkur-Cups trotz zweier Tore von Stanišić mit 2:3 gegen den FC Bayern, auch in der Liga war man ihnen unterlegen. In der Folgesaison bei den D-Junioren gewann hingegen der TSV 1860 mit 4:1 an der Säbener Straße, am Saisonende behielt wiederum der FC Bayern die Oberhand.
Für Stanišić folgten drei Jahre in C-Jugend-Ligen, zunächst als U13-Spieler gegen teilweise zwei Jahre ältere Spieler, anschließend in der U14 und U15 des TSV 1860. Nachdem Stanišić all die Jahre regelmäßig gespielt hatte, wurden die Einsätze in der U15 deutlich unregelmäßiger. Es war seine erste Saison auf überregionaler Ebene, die Mannschaft spielte in der C-Junioren-Regionalliga Süd, statt aus Oberbayern kamen die Gegner aus ganz Süddeutschland und selbst der FC Bayern hinkte den starken Mannschaften vom VfB Stuttgart und Eintracht Frankfurt deutlich hinterher. Stanišić wurde in der zweiten Saisonhälfte von seinem Trainer fast gar nicht mehr eingesetzt und die Mannschaft stieg aus der höchsten deutschen C-Junioren-Liga ab. Damit war für Josip Stanišić die Zeit beim TSV 1860 München beendet.

#### Über Fürstenfeldbruck zum FC Bayern
Sein weiterer sportlicher Werdegang führte Stanišić nach Fürstenfeldbruck, wenige Kilometer westlich der bayerischen Landeshauptstadt. Dort schloss er sich der U16 des seinerzeit sechstklassigen Landesligisten SC Fürstenfeldbruck an. Der Verein zählt im Jugendbereich jedoch zu den namhaften Adressen Südbayerns und ist DFB-Stützpunkt.
Bei den jüngeren B-Junioren des Vereins zählte er von Beginn an zu den Leistungsträgern und trug als zweitbester Torschütze seines Teams dazu bei, dass die Fürstenfeldbrucker U16 in der B-Junioren-Kreisliga Zugspitze letztlich als Tabellenzweiter nur knapp der rund ein Jahr älteren U17 des 1. FC Garmisch-Partenkirchen unterlegen war. Noch vor Saisonende, im Mai 2016, wurde er in die U17 hochgezogen, in der er ebenfalls zu den Leistungsträgern zählte und mit zwei Toren in den verbleibenden acht Saisonspielen dazu beitrug, dass die U17 des SC Fürstenfeldbruck von der Bezirksoberliga in die Landesliga aufstieg, im B-Junioren-Bereich die dritthöchste Spielklasse hinter Bundesliga und Bayernliga. Auch in der Landesliga hatte der Deutsch-Kroate einen Stammplatz in der Mannschaft, die am Saisonende knapp den Durchmarsch in die Bayernliga verpasste. Stanišić war zu diesem Zeitpunkt jedoch nicht mehr mit dabei, da der FC Bayern München erneut auf ihn aufmerksam geworden war und ihn im Januar 2017 für dessen U17 verpflichtete. Im Nachhinein bekundete der SC Fürstenfeldbruck, den Spieler nach einem Karriererückschlag wiederaufgebaut zu haben.
Kaum hatte er nun den Sprung zum FC Bayern geschafft, erlitt Stanišić bereits in der Vorbereitung auf die Rückrunde eine Fraktur des Sprunggelenks und fiel für mehrere Monate aus. Da der Vereinswechsel nicht ganz komplikationslos verlaufen war und der SC Fürstenfeldbruck dem sofortigen Wechsel des Spielers zum FC Bayern nicht zugestimmt hatte, war Stanišić jedoch ohnehin für die Rückrunde gesperrt gewesen. Somit verpasste er auch den Gewinn der deutschen B-Junioren-Meisterschaft.
Im Sommer 2017 waren sowohl die Verletzung verheilt als auch die Sperre abgelaufen und Stanišić wurde, ohne ein einziges Pflichtspiel für die U17 bestritten zu haben, in die U19 übernommen. Dort erspielte er sich schnell einen Stammplatz, fiel allerdings im Winter verletzungsbedingt erneut für längere Zeit aus. Die Saison verlief für die von Sebastian Hoeneß trainierten A-Junioren eher mäßig erfolgreich; in der Liga scheiterte man am letzten Spieltag der A-Junioren-Bundesliga an der Qualifikation für die Endrunde der deutschen A-Junioren-Meisterschaft und auch in beiden Pokalwettbewerben (UEFA Youth League und DFB-Junioren-Pokal) schied die Mannschaft frühzeitig aus.
Im Sommer 2018 bestritt Stanišić mit der Profimannschaft des FC Bayern einen Teil der Saisonvorbereitung und kam auch bei zwei Testspielen in Klagenfurt und Philadelphia zum Einsatz. Den Alltag bestritt Stanišić jedoch weiterhin mit den A-Junioren und war dort in seiner zweiten Saison neuer Mannschaftskapitän. Im Januar musste er sich einer Leistenoperation unterziehen und fiel mehrere Wochen aus. Auch in jener Saison verpasste die Mannschaft die Endrunde um die deutsche Meisterschaft, mit Platz vier sogar recht deutlich, und auch die beiden Pokalwettbewerbe endeten wiederum frühzeitig.

#### Über die Amateurmannschaft zu den Profis des FC Bayern
Stanišić wurde zur Saison 2019/20 in den Kader der Amateure übernommen, die gerade in die 3. Liga aufgestiegen waren. Sein bisheriger Trainer Sebastian Hoeneß ging den gleichen Weg. In der 3. Liga ergab sich für Stanišić zunächst ein stetiger Wechsel zwischen Startelf und Einsätzen als Einwechselspieler, der weitere Saisonverlauf war für ihn geprägt durch gleich drei längere Verletzungspausen. Letztlich kam er bei 18 der 38 Saisonspiele zum Einsatz und wurde mit der Mannschaft Meister der 3. Liga. Stanišić, der in seiner Jugend meist auf der Sechserposition im defensiven Mittelfeld agiert hatte und später als Innenverteidiger auflief, wurde von Trainer Hoeneß bei den Amateuren meist als Außenverteidiger eingesetzt, zunächst links, später rechts.
Nachdem Hoeneß im Sommer zum Bundesligisten TSG Hoffenheim abgewandert war, fand sich Stanišić zu Beginn der Saison 2020/21 unter dem neuen Trainer Holger Seitz zunächst auf der Ersatzbank wieder, ab dem Spätherbst war er aber meist als Rechtsverteidiger gesetzt.
Angesichts mehrerer verletzungsbedingter Ausfälle in der Profimannschaft half Stanišić beim Heimspiel gegen Union Berlin im April 2021 als Linksverteidiger aus. Auch bei den drei folgenden Spielen der Profimannschaft stand er jeweils im Spieltagskader, kam aber nicht zum Einsatz. Er kehrte zu den Bayern-Amateuren zurück, die am Saisonende aus der 3. Liga abstiegen.
Sein Vertrag beim FC Bayern war Ende Juni ausgelaufen und die unmittelbare sportliche Zukunft des Defensivspielers nun zunächst ungewiss. Der Zweitligist 1. FC Heidenheim war an einer Verpflichtung interessiert, der FC Bayern war jedoch nur zu einem Leihgeschäft bereit. Stanišić erhielt nun bei den Münchnern einen Profivertrag mit einer Laufzeit bis zum 30. Juni 2023 und sollte zunächst unter dem neuen Cheftrainer Julian Nagelsmann mit der Profimannschaft die Vorbereitung auf die neue Saison bestreiten, bevor man Ende Juli eine Entscheidung bezüglich einer Leihe nach Heidenheim treffen wollte. Nagelsmann sprach sich schließlich für einen Verbleib des Spielers aus.
Nach der Verletzung des französischen Weltmeisters Benjamin Pavard erhielt er auf der Rechtsverteidigerposition den Vorzug vor Bouna Sarr sowie Chris Richards und stand mehrfach in der Startelf, ehe Pavard Mitte September wieder ins Team zurückkehrte. Seitdem kam Stanišić nur noch zu wenigen Einsätzen, stand allerdings auch aufgrund eines Muskelbündelrisses einige Zeit nicht zur Verfügung.
Im November 2022 erfolgte eine vorzeitige Verlängerung des Vertrags beim FC Bayern bis 2026.  Sein erstes Bundesligator erzielte er am 14. Mai 2022 (34. Spieltag) beim 2:2-Unentschieden im Auswärtsspiel gegen den VfL Wolfsburg mit dem Treffer zum 1:0 in der 17. Minute.
Sein Vertrag beim FC Bayern läuft bis 30. Juni 2029.

#### Leihspieler in Leverkusen
Stanišić wechselte im August nach dem 1. Spieltag der Saison 2023/24 auf Basis einer Leihe zum Ligakonkurrenten Bayer 04 Leverkusen. Am 10. Februar 2024 (21. Spieltag) schoss er sein erstes Saisontor beim 3:0-Sieg von Bayer Leverkusen gegen den FC Bayern.
Am 29. Spieltag gewann er mit Bayer Leverkusen durch einen 5:0-Heimsieg gegen Werder Bremen die erste deutsche Meisterschaft des Vereins. Am 9. Mai 2024 schoss er im Halbfinal-Rückspiel der UEFA Europa League gegen die AS Rom in der siebten Minute der Nachspielzeit den Ausgleich zum 2:2 und sicherte seiner Mannschaft damit den UEFA-Rekord des 49. ungeschlagenen Pflichtspiels in Folge.

### Nationalmannschaft
Josip Stanišić hat sowohl die deutsche als auch die kroatische Staatsbürgerschaft und entschied sich 2018, sehr zum Missfallen des kroatischen Fußballverbands, für Deutschland zu spielen. Der Verband unterstellte daraufhin, der FC Bayern München bzw. Stanišićs Berater Dieter Hoeneß habe ihn diesbezüglich beeinflusst. Im November 2018 bestritt Stanišić dann zwei Spiele für die deutsche U19-Nationalmannschaft im Rahmen eines Vier-Nationen-Turniers in Armenien. Seitdem kam es zu keinen weiteren Einsätzen für DFB-Auswahlen.
Nachdem Stanišić im Sommer 2021 zu regelmäßigen Einsätzen für die Profimannschaft des FC Bayern gekommen war und dabei gute Kritiken bekommen hatte, rückte er auch wieder ins Blickfeld der Auswahltrainer. Diesmal hatte der DFB aber das Nachsehen, der Deutsch-Kroate entschied sich für Kroatien anzutreten und wurde von U21-Nationaltrainer Igor Bišćan in den Kader der kroatischen U21-Nationalmannschaft für zwei im September stattfindende Qualifikationsspiele zur U21-Europameisterschaft 2023 berufen. Verletzungsbedingt musste Stanišić jedoch absagen. Kurz darauf wurde der Verteidiger von Nationaltrainer Zlatko Dalić in den Kader der A-Nationalmannschaft für die im Oktober stattfindenden Qualifikationsspiele zur Weltmeisterschaft 2022 berufen. Im zyprischen Larnaka lief Stanišić beim 3:0-Auswärtssieg gegen die Gastgeber erstmals für Kroatien auf und stand dabei in der Startelf, ebenso drei Tage später beim 2:2 gegen die Slowakei in Osijek, beide Male als Rechtsverteidiger. Bei den beiden abschließenden Spielen der WM-Qualifikation war er jedoch nur Ersatzmann, beim letzten Spiel, einem als „Wasserschlacht von Split“ bezeichneten 1:0 gegen den vormaligen Tabellenführer Russland, kam er zu einem Kurzeinsatz. Durch diesen Sieg beendete die kroatische Nationalmannschaft ihre Qualifikationsgruppe als Gruppensieger vor dem russischen Team und qualifizierte sich für die im Herbst 2022 in Katar stattfindende WM. Im Turnier wurde er einzig am 17. Dezember 2022 in ar-Rayyan im Spiel um Platz 3 eingesetzt, in dem die Nationalmannschaft Marokkos mit 2:1 bezwungen werden konnte.
Die nächsten Einsätze für Kroatien erfolgten dann im März 2022 für die U21-Auswahl im Rahmen der Qualifikation für die Europameisterschaft 2023.

## Titel
- Deutscher Meister (5): 2021, 2022, 2023 (alle FC Bayern München), 2024 (Bayer 04 Leverkusen), 2025 (FC Bayern München)
- Deutscher Pokalsieger: 2024 (Bayer 04 Leverkusen)
- Deutscher Supercupsieger (2): 2021, 2025 (FC Bayern München)
- Deutscher Drittligameister: 2020 (FC Bayern München II)